# Ascensor San Juan de Dios
El ascensor San Juan de Dios fue uno de los ascensores de la ciudad chilena de Valparaíso. Construido en 1898 con recursos estatales para el uso interno de pacientes y personal dentro del Hospital San Juan de Dios, hoy Hospital Carlos van Buren, es junto al ascensor Barón, construido en 1906, de los pocos ascensores de la ciudad que se han construido como iniciativas públicas y no privadas.
Como el ascensor Polanco, es de los pocos ascensores verticales que ha tenido la ciudad. Luego de ser destruido por el terremoto de Valparaíso de 1906, fue reemplazado en 1929 por el ascensor del Hospital Van Buren. Fue el primero de los ascensores de la ciudad en haber caído en desuso.